# Provins
Provins là một xã trong vùng hành chính Île-de-France, thuộc tỉnh Seine-et-Marne, quận Provins, tổng Provins. Tọa độ địa lý của xã là 48° 33' vĩ độ bắc, 03° 18' kinh độ đông. Provins nằm trên độ cao trung bình là 91 mét trên mực nước biển, có điểm thấp nhất là 86 mét và điểm cao nhất là 168 mét. Xã có diện tích 14,72 km², dân số vào thời điểm 1999 là 11.667 người; mật độ dân số là 793 người/km².
Provins được UNESCO vinh danh là Di sản thế giới vào ngày 13 tháng 12 năm 2001.

## Điểm du lịch
Provins nổi tiếng vì các pháo đài thời Trung Cổ như tháp César (Tour César) và các tường thành còn trong tình trạng được bảo quản tốt.

### Địa điểm tham quan
- Nhà thờ Saint-Ayoul
- Collégiale Saint-Quiriace
- Tour Notre Dame Du Val (1544)
- Nhà thờ Sainte Croix
- Hostellerie de la Croix D'Or
- Hôtel du Vauluisant
- Tour César

## Kinh tế
Provins có ngành trồng trọt hoa hồng. Ở đây sản xuất đủ các loại thực phẩm từ hoa hồng. Một số đặc sản gồm mứt cánh hoa hồng, mật ong hoa hồng Provins và kẹo hoa hồng.

## Các thành phố kết nghĩa
- Bendorf, Đức
- Bình Dao, Trung Quốc

## Nhân vật nổi tiếng
- François de Bassompierre (1579-1646)
- Guy Le Gentil, Marquis de Paroy (1728-1807).
- Marie-Jules-César de Lorgne de Savigny (1777-1851)
- Charles-Victor Mauguin (1878-1958)
- André-François-Poncet (1887-1978)
- Alain Peyrefitte
- Olivier Chenu
- David Moncoutié (sinh 1975)
- Hégésippe Moreau, nhà thơ
- Jean Renard